# NGC 6544
NGC 6544 je kulová hvězdokupa v souhvězdí Střelce. Objevil ji William Herschel 22. května 1784.
Hvězdokupa je od Země vzdálena 9 786 světelných let.
Patří mezi nejmenší a k Zemi nejbližší kulové hvězdokupy. Blíže jsou pouze Messier 4 a NGC 6397.

## Pozorování

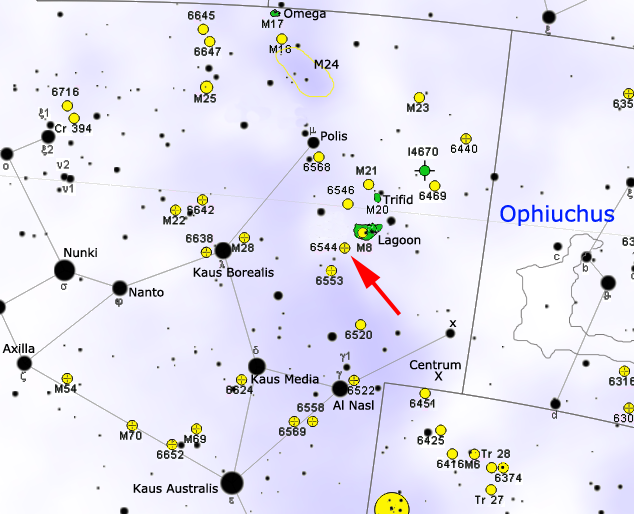
Poloha NGC 6544 v souhvězdí Střelce

Hvězdokupa se nachází v západní části souhvězdí na okraji bohatého pole hvězd. Nalezení hvězdokupy je docela jednoduché, protože leží necelý 1° jihovýchodně od slavné mlhoviny Laguny. Je možné ji zahlédnout i pomocí triedru 10x50 jako malou mlhavou skvrnu podobnou zamlžené hvězdě. V dalekohledech od průměru 120 mm a při zvětšení kolem 100× je možné v ní zahlédnout několik malých hvězd, ale celkově hvězdokupa vypadá téměř nerozložitelná. Dalekohledy od průměru 200 mm umožňují při vyšším zvětšení rozeznat několik desítek slabých hvězd.
Přibližně 1° jihovýchodně leží další kulová hvězdokupa NGC 6553.
Kvůli její velké jižní deklinaci je hvězdokupa pozorovatelná zejména z jižní zemské polokoule, ale přesto je do jisté míry pozorovatelná až do středních zeměpisných šířek severní polokoule. Nejvhodnější období pro její pozorování na večerní obloze je od června do října.

## Historie pozorování
Hvězdokupu jako první pozoroval William Herschel 22. května 1784 pomocí zrcadlového dalekohledu o průměru 18,4 palce. Popsal ji jako velmi jasný a velký objekt kulatého tvaru, který se dá rozložit na jednotlivé hvězdy. V katalogu NGC je uveden podobný popis, který uvádí její rozložitelnost.

## Vlastnosti
NGC 6544 je středně zhuštěná kulová hvězdokupa 5. stupně podle Shapleyho–Sawyerové klasifikace. Její odhadovaná vzdálenost od Země je 3 000 parseků (9 786 světelných let), 5 100 parseků od středu Galaxie a se svou vzdáleností pouhých 100 parseků od galaktického disku patří mezi nejbližší známé kulové hvězdokupy u galaktického disku. Její malá úhlová velikost 3,7' odpovídá skutečnému průměru 10,4 světelných let, takže patří mezi nejmenší známé kulové hvězdokupy.
V roce 1999 byl uvnitř hvězdokupy nalezen milisekundový pulsar ve dvojhvězdném systému, který dostal označení PSR J1807-2459.
Ve hvězdokupě bylo nalezeno pouze málo proměnných hvězd. Výzkum z roku 1993 zaměřený na oblast kolem této hvězdokupy objevil pouze dvě proměnné hvězdy, z nichž jedna je možnou zákrytovou dvojhvězdou a druhá je hvězdou typu RR Lyrae s periodou 0,57 dne.